# 剑叶蹄盖蕨
剑叶蹄盖蕨（学名：Athyrium attenuatum）为蹄盖蕨科蹄盖蕨属下的一个种。

## 扩展阅读
- 維基物種上的相關：剑叶蹄盖蕨